# 55845 Marco
55845 Marco este o planetă minoră (asteroid) din centura de asteroizi. A fost descoperită pe 13 septembrie 1996 la  de osservatorio San Vittore⁠(d). 
Obiectul prezintă o orbită caracterizată de o semiaxă mare de 2,5351652447299 UAi, o excentricitate de 0,14830680819232, o înclinație de 14,647823614273 ° în raport cu ecliptica.